# Sainte-Élisabeth
Sainte-Élisabeth es un municipio canadiense situado en la provincia de Quebec.

## Superficie
Sainte-Élisabeth tiene una superficie de 83 km².

## Demografía
En 2021, tenía 1390 habitantes, una densidad poblacional de 16,7 hab./km², y 628 viviendas.